# Nippon Budōkan
Das Nippon Budōkan (japanisch 日本武道館), kurz oft Budōkan, ist eine Kampfsporthalle im Stadtbezirk Chiyoda der japanischen Hauptstadt Tokio. Der Name Nippon Budōkan Hall, der im englischen Sprachraum manchmal verwendet wird, ist ein Pleonasmus, da die japanische Silbe -kan bereits „Halle“ bedeutet. Budō (japanisch 武道 „Militärweg, Kriegsweg“) ist der Oberbegriff für alle japanischen Kampfkünste.

## Beschreibung
Das Budōkan wurde ursprünglich für die Austragung der Judowettkämpfe bei den Olympischen Spielen 1964 in Tokio erbaut. Es besteht aus drei achteckigen Hallen, von denen die größte einer Halle des Hōryū-ji-Tempels in Nara nachgebildet wurde und etwa 14.000 Besucher fasst.
Das Budōkan befindet sich im Kitanomaru-Park im Zentrum von Tokio in der Nähe der U-Bahn-Station Kudanshita, nahe dem Yasukuni-Schrein.
Weltweit bekannt wurde das Budōkan durch die Live-Alben von Bob Dylan (At Budokan) und von der US-Band Cheap Trick mit dem gleichen Titel. Beide wurden 1978 veröffentlicht. Auch die Band The Beatles trat dort 1966 auf; das Konzert fand unter starken Sicherheitsvorkehrungen statt, da es zu Protesten und Morddrohungen durch konservative Japaner gekommen war. Im April 2015 trat der „Ex-Beatle“ Paul McCartney während seiner Out There-Tour erneut im Budokan auf. Die Halle diente auch als Namensgeber für den Walkman WM-DD100 von Sony. Laut Angaben von Sony soll die zuschaltbare Bassfunktion DOL (Dynamic Optimum Loudness) der Akustik dieser Halle nachempfunden worden sein.

## Nutzung
Im Budōkan finden regelmäßig Wettkämpfe in verschiedenen Kampfkünsten statt, so einmal jährlich die nationalen japanischen Wettkämpfe in Jūdō, Kendō, Karate, Shorinji-Kempo, Kyūdō, Naginata und ähnlichen Sportarten. Auch Kurse in verschiedenen Kampfkünsten werden dort abgehalten, und Besucher können beim Training zusehen. Ebenso finden dort große Wrestling-Wettbewerbe statt.
Das Budōkan ist auch sehr beliebt als Austragungsort für Konzerte, so spielten dort zum Beispiel:
| - 5 Seconds of Summer - ABBA - AKB48 - Alice Nine - An Cafe - Avril Lavigne - Babymetal - Beastie Boys - Bob Dylan - Boøwy - Bryan Adams - Carpenters - Cheap Trick - Chic - Chihiro Onitsuka - Coldrain - Deep Purple - Depeche Mode - Dir en grey - Dream Theater - Eric Clapton | - The Gazette - Hikaru Utada - Ian Gillan Band - Jackson Five - Joe Hisaishi - Judas Priest - Kana Nishino - Keith Jarrett - KISS - L’Arc-en-Ciel - Luna Sea - Malice Mizer - Michael Schenker Group - Miliyah Katō - Miyavi - Gackt & Yellow Fried Chickenz - Mr. Big - Morning Musume - Mötley Crüe - MUCC - Nightmare | - One Ok Rock - Ozzy Osbourne - Perfume - Quincy Jones - Paul McCartney - PassCode - Prince - Red Hot Chili Peppers - Santana - Scandal - Sheryl Crow - S.O.D. - Styx - Scorpions - The Beatles - The Rolling Stones - Tomoyasu Hotei - Toto - T. Rex - Uriah Heep - X Japan - Yngwie Malmsteen |

Jeweils am 15. August des Jahres findet im Budōkan eine nationale Zeremonie zum Gedenken an die Toten des Zweiten Weltkriegs statt, an der der japanische Premierminister sowie der Tennō und dessen Frau teilnehmen.

## Galerie

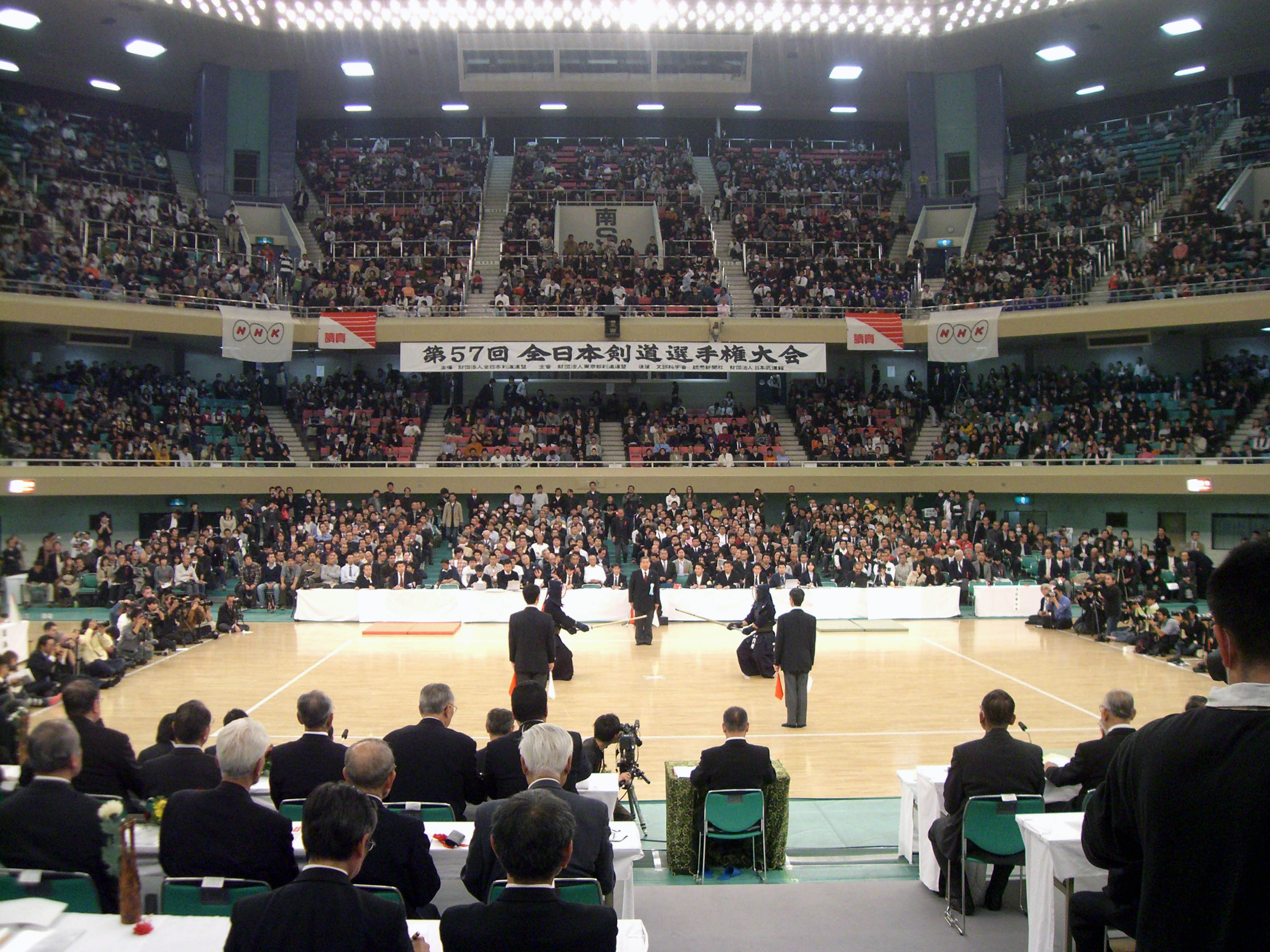
57. japanische Kendō-Meisterschaft 2009 im Budōkan
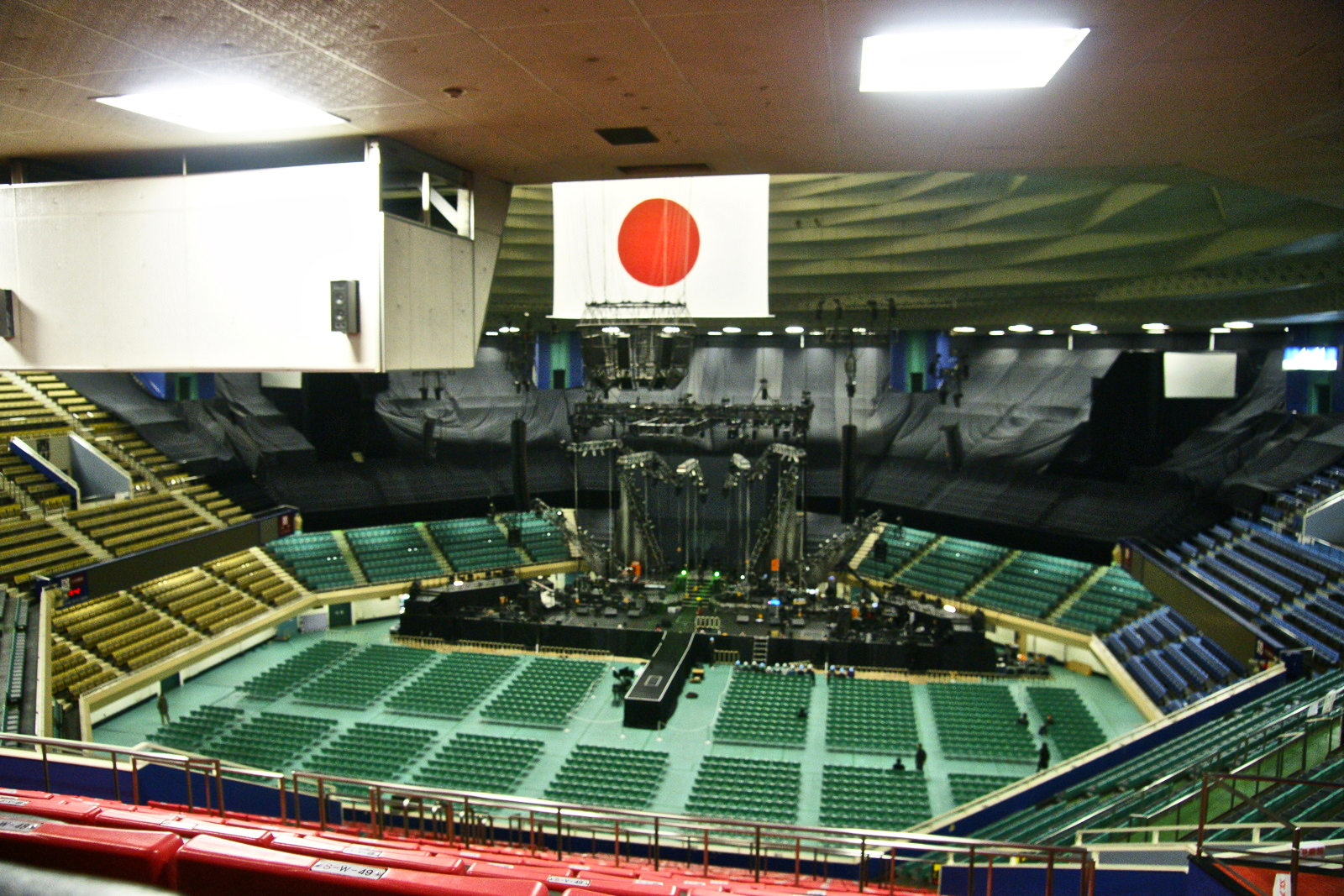
Das Nippon Budōkan als Konzerthalle
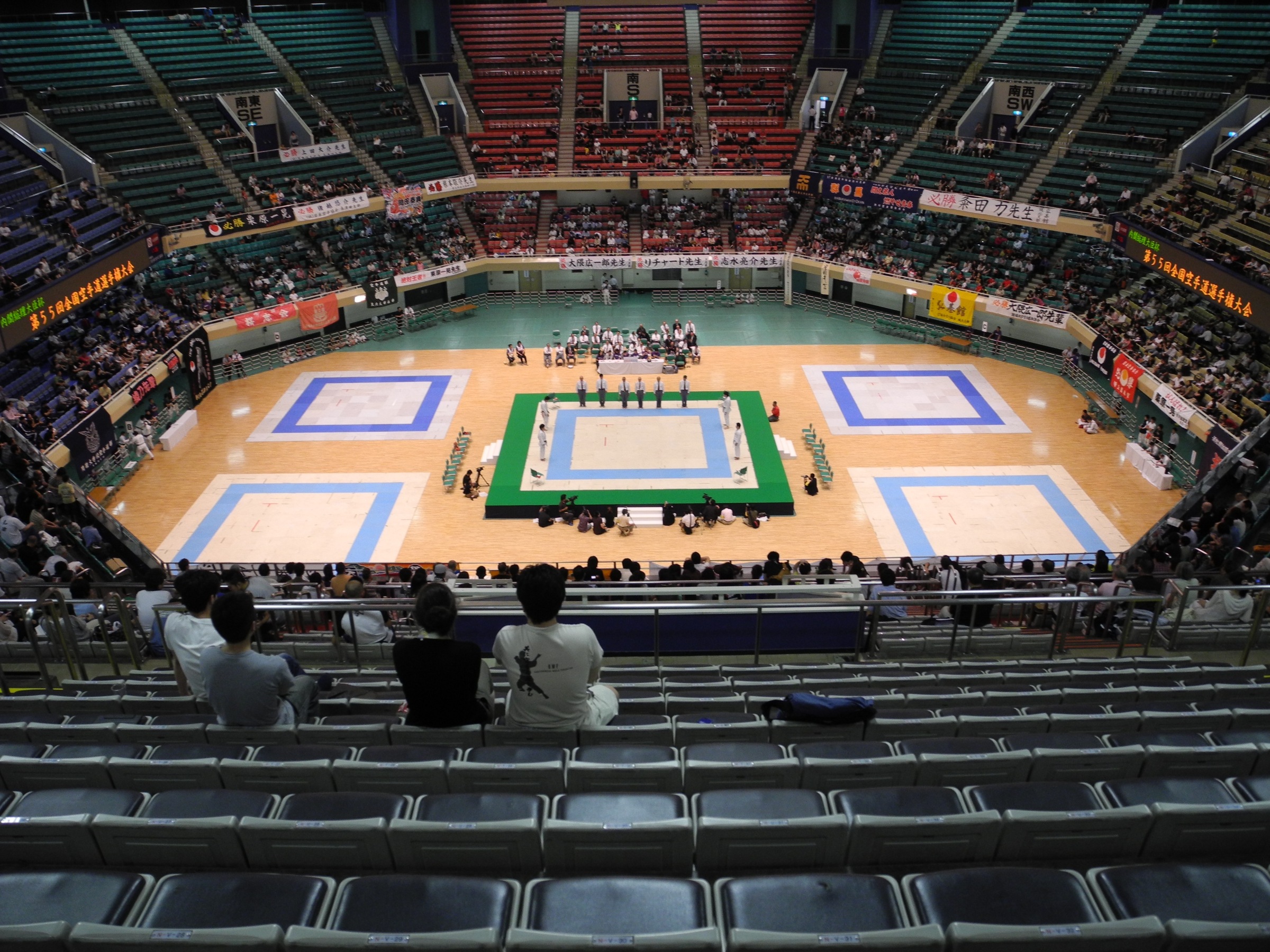
Eine Karate-Veranstaltung im Jahr 2012
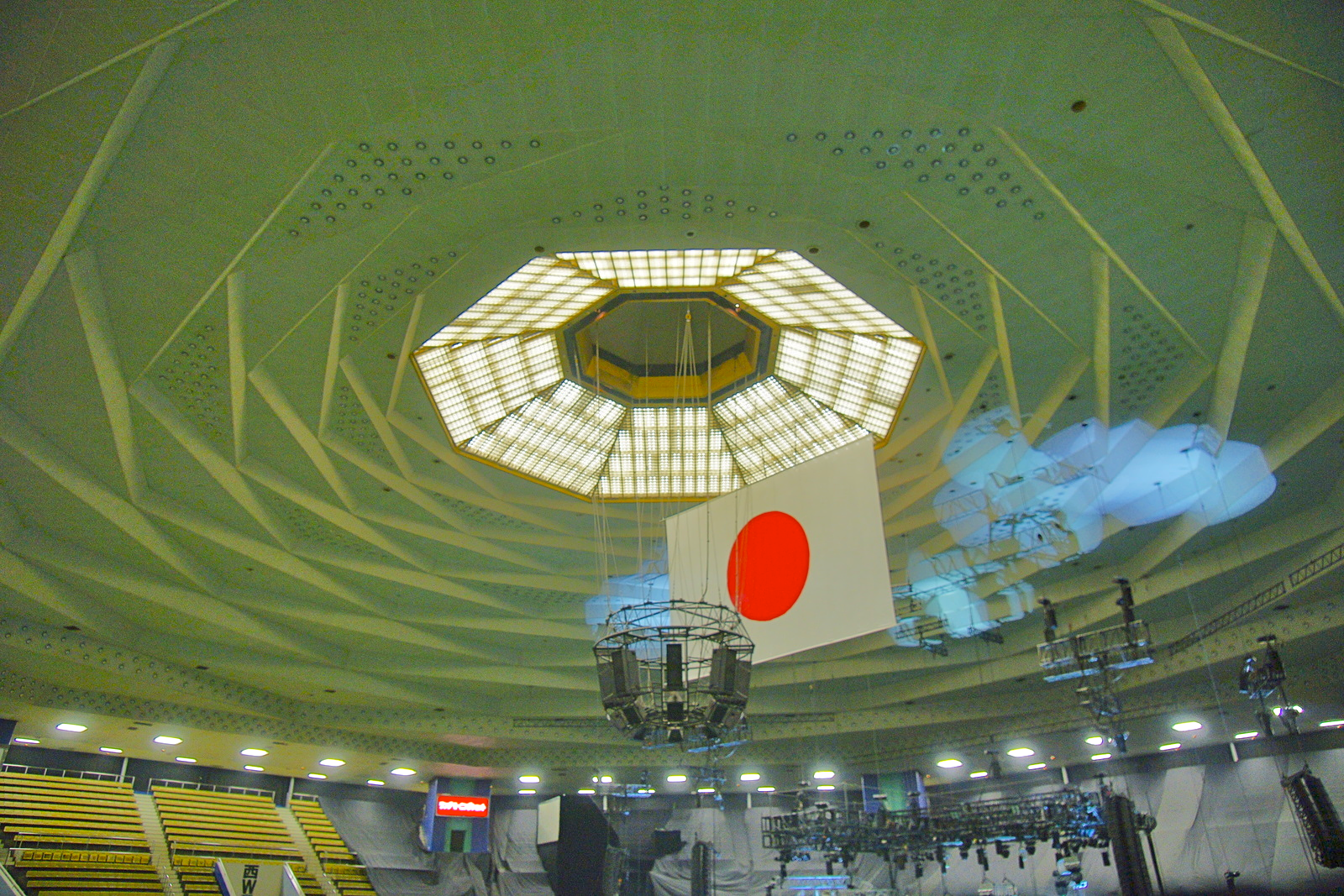
Das Hallendach von innen
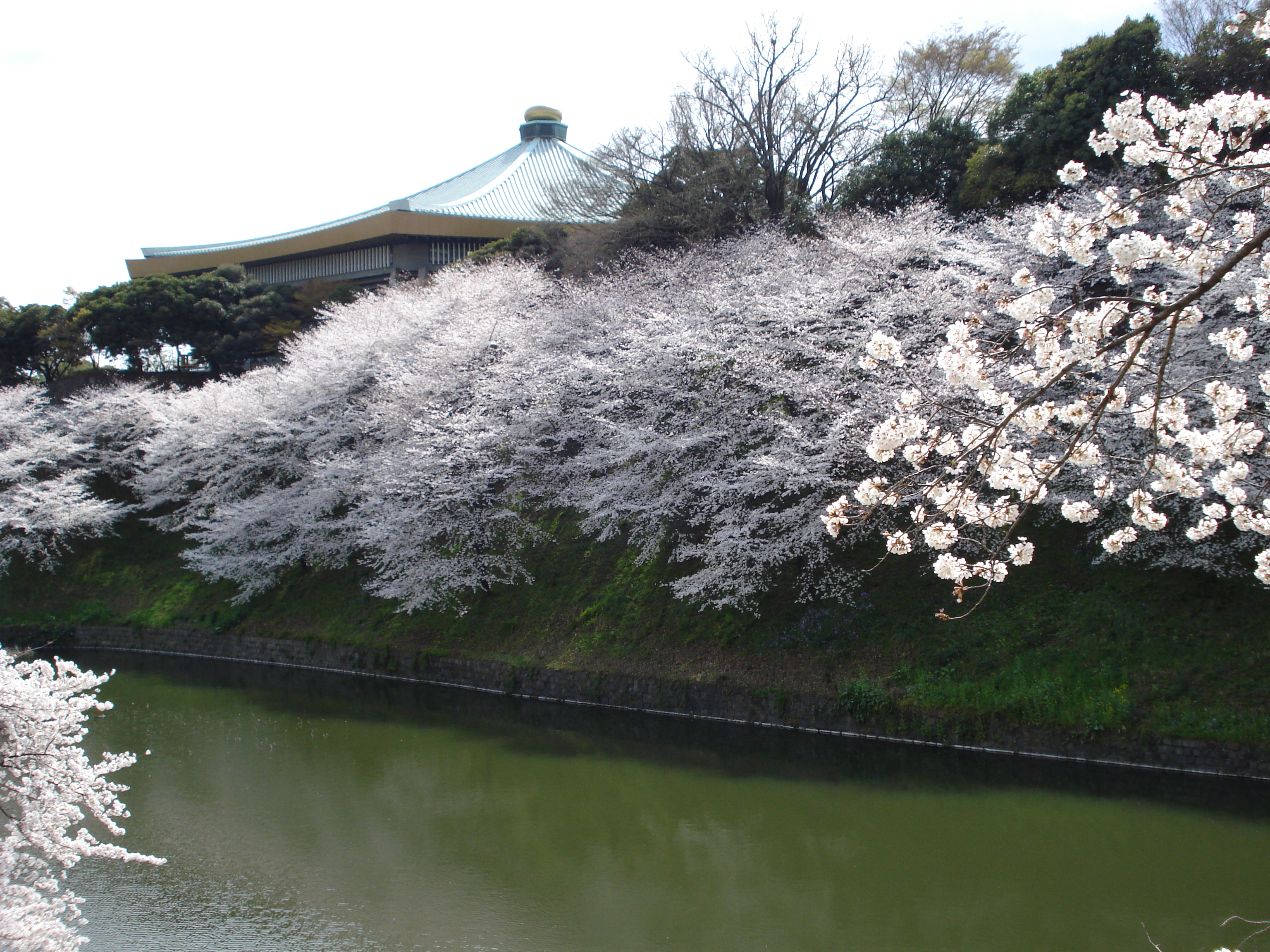
Das Nippon Budōkan während der Kirschblüte im März 2008
- Außen und innen Nippon Budōkan, 2024